# Streghe (serie televisiva 2018)
Streghe (Charmed) è stata una serie televisiva statunitense ideata da Jessica O'Toole, Amy Rardin e Jennie Snyder Urman e reboot dell'omonima serie televisiva prodotta dal 2018 al 2022; è incentrata su tre sorelle, Macy (Madeleine Mantock), Mel (Melonie Diaz) e Maggie (Sarah Jeffery) che, dopo la morte della loro madre, scoprono di essere potenti streghe e che insieme formano il potere del trio. Insieme useranno i loro poteri per combattere demoni e forze soprannaturali.
L'episodio pilota è stato ordinato a gennaio 2018, mentre la serie a maggio dello stesso anno.
Negli Stati Uniti la serie è stata distribuita in prima visione dal 14 ottobre 2018 sull'emittente televisiva The CW, mentre in Italia su Rai 2, dove nell'estate del 2019 è stata trasmessa la prima parte della prima stagione, mentre la seconda parte inedita e la seconda stagione, sono state trasmesse tra ottobre e novembre 2020. La terza stagione viene trasmessa in prima visione su Rai 4 nel mese di luglio 2021.
La serie è stata cancellata dopo 4 stagioni, a maggio del 2022. L'ultima stagione, in Italia, è andata in onda su Rai 4, a partire dal 27 dicembre 2022 al 4 gennaio 2023.

## Trama
Ambientato nella fittizia città universitaria di Hilltowne, la serie inizia con le sorelle Mel (Melonie Diaz) e Maggie Vera (Sarah Jeffery) che vivono insieme alla madre Marisol (Valerie Cruz). Una sera, durante un rituale magico, Marisol viene attaccata e uccisa da una forza sovrannaturale sconosciuta. Tre mesi più tardi Mel e Maggie scoprono di avere una sorellastra più grande, Macy Vaughn (Madeleine Mantock), tenuta segreta per anni dalla madre, ma recentemente trasferitasi a Hilltowne, per accettare un nuovo lavoro presso l'università locale. Dopo il primo incontro, le sorelle, iniziano inaspettatamente a manifestare i loro poteri magici; la maggiore Macy riceve il potere della telecinesi, la sorella di mezzo Mel riesce a congelare il tempo e la più giovane, Maggie, riesce invece a sentire i pensieri della gente. Poco dopo, il loro angelo bianco (un angelo che protegge e guida le streghe) Harry Greenwood (Rupert Evans) riunisce tutte e tre le sorelle e rivela loro che sono streghe, proprio come la loro madre. Marisol aveva vincolato i poteri delle sue figlie quando nacquero, in modo da potergli far vivere una vita normale, e ha sciolto quei poteri la notte in cui è stata assassinata. Le sorelle, malgrado lo sconvolgimento iniziale, accettano in definitiva il loro nuovo destino come Prescelte e il trio più potente di streghe inizia la sua missione, ovvero, proteggere gli innocenti ed eliminare demoni e stregoni.
Il reboot porta diversi cambiamenti rispetto alla serie originale, incluso il cambio location da San Francisco alla città fittizia di Hilltowne, oltre che: rendere omosessuale la sorella di mezzo; dare alla sorella più giovane il potere della telepatia invece che la premonizione; cambiare il nome di famiglia da Halliwell a Vera; e avere tutti e tre i nomi delle sorelle che iniziano per M anziché P. Inoltre, ha un cast più vario e con etnie diverse.

## Personaggi e interpreti

### Principali
- Macy Vaughn (stagione 1-3), interpretata da Madeleine Mantock, doppiata da Joy Saltarelli.
La sorella più grande[5], è una donna pratica, coscienziosa, impavida e "nerd".[12] Macy ha un dottorato di ricerca in genetica molecolare e inizialmente si trasferisce a Hilltowne, nel Michigan, per lavorare nel laboratorio universitario. Una volta arrivata in città, Macy scopre di avere due sorelle più giovani.[13] A un certo punto scoprirà di essere nata morta e di essere stata riportata in vita da una necromante tramite sangue di demone, cosa che la rende metà strega e metà demone. Nella prima stagione avrà un'intensa storia d'amore con Galvin, che però si sacrificherà per salvare il mondo; nella seconda stagione, si innamorerà di Harry. Macy ha il potere della telecinesi, simile alla sorella maggiore Prue Halliwell (Shannen Doherty) della serie originale.[14] Durante lo scontro finale con Alastair, Macy, grazie alla sua metà demoniaca, assorbe il potere della Sorgente, la fonte primordiale della magia, ma alla fine decide di rinunciarvi in quanto troppo potente per lei. All'inizio della seconda stagione perde i suoi poteri di strega dopo uno scontro con l'angelo oscuro di Harry, mantenendo però i suoi poteri demoniaci. Su sua richiesta, Abigael assorbe i suoi poteri demoniaci; in questo modo Macy, grazie all'ambra nera, riacquista il suo potere di telecinesi ed ottiene inoltre il nuovo potere dell'immobilità, che le permette di immobilizzare cose e persone. Quest'ultimo potere si differenzia dal potere principale della sorella Mel, la quale con un semplice gesto della mano bloccava il tempo e quindi cose e persone in tutto il suo raggio d'azione circostante. Macy, invece, tramite una sorta di energia luminosa riesce a creare un campo di forza attorno alle persone impedendo loro di muoversi. Macy è apparentemente l'unica che grazie all'ambra nera riesce a riacquisire il potere originale di telecinesi e ottenere il nuovo potere dell'immobilità. Nell'episodio conclusivo della terza stagione, il Male che sussurra tenta di possederla, ma lei agisce per tempo e lo uccide con un fungo tossico; tuttavia, l'esplosione del demone causa molti danni all'interno del corpo di Macy, portandola infine alla morte.
- Melanie "Mel" Vera (stagione 1-4), interpretata da Melonie Diaz, doppiata da Erica Necci.
La sorella di mezzo della famiglia[15], è una femminista dalla forte volontà e un'attivista appassionata e schietta. Mel è una studentessa laureatasi nel dipartimento di studi femminili della Hilltowne University.[16] È lesbica e coinvolta in un rapporto altalenante con Niko (Ellen Tamaki), detective della polizia di Hilltowne. Mel ha il potere di congelare il tempo, simile alla sorella di mezzo Piper Halliwell (Holly Marie Combs) della serie originale.[17] All'inizio della seconda stagione perde i suoi poteri dopo uno scontro con l'angelo oscuro di Harry. Successivamente, dopo essere entrata in contatto con l'ambra nera, ottiene il potere di manipolare la materia, con il quale può congelare o dare fuoco a cose e persone. Alla fine della terza stagione riacquisirà il potere di congelare il tempo.
- Margarita Emilia "Maggie" Vera (stagione 1-4), interpretata da Sarah Jeffery, doppiata da Chiara Oliviero.
La sorella più giovane[18], è una matricola alla Hilltowne University.[19] È una ragazza spumeggiante, amante del divertimento e di buon cuore. Maggie è inizialmente mortificata nell'apprendere di essere una strega perché vorrebbe essere benvoluta e accettata. Ha il potere della telepatia, la capacità di leggere i pensieri delle altre persone. Questa è una delle prime differenze rispetto alla serie originale, in quanto l'originaria sorella minore Phoebe Halliwell (Alyssa Milano) aveva il potere della premonizione.[13][20] All'inizio della seconda stagione perde i suoi poteri dopo uno scontro con l'angelo oscuro di Harry. Grazie all'anello di Jordan, la cui pietra è in realtà ambra nera solidificata, ottiene il potere della premonizione, con il quale può vedere eventi futuri e passati. Essendo un'empatica, Maggie ha anche la capacità di accumulare le proprie emozioni trasformandole in una sorta di energia che può scagliare contro altre persone, trasferendo loro l'emozione da lei provata. Si vede per esempio in un episodio verso la fine della seconda stagione in cui è molto arrabbiata con Rey e mentre gli urla contro riesce a scagliare un'onda energetica verso due guardie poco distanti che cominciano a litigare tra di loro. Inoltre ha una relazione con un ragazzo metà demone e metà umano, Parker Caine, che tenterà di liberarsi della sua parte demoniaca.
- Michaela "Kaela" Danso (stagione 4), interpretata da Lucy Barrett, doppiata da Giulia Franceschetti. Un'artista con il potere della manifestazione dell'immaginazione, riesce infatti a tramutare in realtà i suoi disegni. Grazie a lei, si ricostituisce il potere del trio.
- Harry Greenwood (stagione 1-4), interpretato da Rupert Evans, doppiato da Gianfranco Miranda.
L'angelo bianco delle sorelle,[15] ossia un angelo custode che protegge e guida le streghe. Nella sua vita precedente, Harry faceva l'attore a Londra prima di essere reclutato nel servizio segreto britannico, dove morì, e in seguito e fu scelto per diventare un angelo bianco. Nel primo episodio, Harry, si presenta inizialmente come professore e presidente del dipartimento di studi femminili presso l'Università di Hilltowne, fino a quando poi riunisce tutte e tre le sorelle e svela loro il destino di Prescelte. Nella prima stagione ha una relazione con Charity, che finisce con la sua morte per mano di Fiona; nella seconda stagione, inizialmente sarà attratto da Abigael, finendo poi per innamorarsi di Macy. Nella seconda stagione, si scopre che durante la sua creazione, è stato separato dalla sua parte oscura, Jimmy, il suo angelo oscuro. All'inizio della terza stagione riesce finalmente ad uccidere Jimmy, per via di un indebolimento di tutta la magia.
- Parker Caine (stagione 1-2), interpretato da Nick Hargrove, doppiato da Manuel Meli.
Parker è un ragazzo che inizia una storia d'amore con Maggie. Lotta per liberarsi della sua parte demoniaca, essendo metà demone e metà umano. Vagamente basato sul demone Belthazor/Cole Turner (Julian McMahon) della serie originale.
- Niko Hamada (stagione 1), interpretata da Ellen Tamaki, doppiata da Gemma Donati.
Detective determinata del dipartimento di polizia di Hilltowne. Ha una relazione instabile con Melanie.[21][22]
- Galvin Burdette (stagione 1), interpretato da Ser'Darius Blain, doppiato da Paolo Vivio.
Un genetista molecolare che lavora presso il laboratorio della Hilltowne University con Macy Vaughn. È estroverso e generoso, ed è la prima persona che fa amicizia con Macy quando si trasferisce a Hilltowne.[23]
- Abigael Jameson-Caine (stagione 2-3), interpretata da Poppy Drayton, doppiata da Lidia Perrone.
Metà strega e metà demone che inizia a collaborare con le prescelte. È la sorellastra di Parker.
- Jordan Chase (stagione 2-4), interpretato da Jordan Donica, doppiato da Stefano Sperduti.
Istruttore di boxe al Safe Space, che instaura un legame con Maggie.

### Ricorrenti
- Marisol Vera (stagione 1-3), interpretata da Valerie Cruz, doppiata da Claudia Catani.
Strega e madre delle sorelle. Marisol aveva vincolato i poteri di ciascuna delle sue figlie in modo da potergli far condurre una vita normale. Nel primo episodio, Marisol sta per sciogliere i loro poteri quando viene attaccata e uccisa da un demone sconosciuto. Più avanti si scoprirà che è stata Charity ad ucciderla, grazie ai poteri demoniaci di Macy.
- Jada Shields (stagione 1), interpretata da Aleyse Shannon, doppiata da Eva Padoan.
Metà strega e metà angelo bianco, membro delle Sarcana.
- Lucy (stagione 1), interpretata da Natalie Hall, doppiata da Letizia Ciampa.
Amica di Maggie, e presidentessa della sorellanza Kappa Tau Kappa.
- Charity Callahan (stagione 1), interpretata da Virginia Williams, doppiata da Francesca Fiorentini.
Una degli anziani. Amica di Marisol Vera ed ex fidanzata di Harry. Si scoprirà che fu lei ad uccidere Marisol per impedirle di risvegliare i poteri delle tre streghe. Verrà uccisa più avanti da sua sorella Fiona.
- Fiona Callahan (stagione 1), interpretata da Leah Pipes, doppiata da Irene Di Valmo.
Strega e sorella di Charity. Inizialmente membro delle Sarcana, il suo unico obiettivo è distruggere la magia, arrivando ad uccidere la sua stessa sorella per riuscirci. Le tre streghe riescono a renderla mortale e, alla fine, viene uccisa dalla sua stessa magia, mentre evoca la Sorgente di tutti i Mali.
- Alastair Caine (stagione 1), interpretato da Craig Parker, doppiato da Francesco Prando.
Padre demone di Parker, CEO della Morningstar Biotech e benefattore del laboratorio Hilltowne University, dove lavora Macy. Nella sua forma demoniaca si chiama Alastor.[24][25] Viene ucciso da Macy, che aveva assorbito il potere della Sorgente.
- Julia Wagner (stagione 1), interpretata da Rya Kihlstedt, doppiata da Laura Boccanera.
Direttrice del dipartimento di genetica della Hilltowne University. Ex moglie di Alastair e madre di Parker Caine.
- Hunter Caine (stagione 1), interpretato da Constantine Rousouli, doppiato da Enrico Chirico.
Demone e fratellastro di Parker.
- Angela Wu (stagione 1), interpretata da Leah Lewis, doppiata da Veronica Puccio.
Amica della famiglia Vera.
- Tessa Flores-Cohen (stagione 1), interpretata da Chloe Bridges, doppiata da Eleonora Reti.
Angelo bianco.
- Mama Roz (stagione 1), interpretata da Eva La Dare.
- Trip Bailey (stagione 1), interpretato da Brendon Zub.
Detective che lavora con Niko.
- Brian (stagione 1), interpretato da Charlie Gillespie.
L'ex fidanzato di Maggie Vera, sua fiamma delle superiori.[26]
- Chloe Periwinkle (stagione 1 e 4), interpretata da Emily Bader, doppiata da Francesca Manicone.
- Dexter Vaughn (stagione 1-2, guest star 4), interpretato da Thomas Cadrot (trentenne) e Leonard Roberts (cinquantenne), doppiato da Marco Benvenuto.
Il primo marito di Marisol e padre di Macy, si scoprirà successivamente essere anche il padre di Maggie.
- Raymond Santiago "Ray" Vera (stagione 2-4), interpretato da Felix Solis, doppiato da Pasquale Anselmo.
Padre biologico di Mel. Ha cresciuto lei e Maggie fino a quando la storia tra lui e Marisol è finita, dopodiché se ne è andato abbandonando la sua famiglia.
- Swan (stagione 2-3), interpretata da Christin Park, doppiata da Ughetta d'Onorascenzo.
- Godric (stagione 2), interpretato da Nathan Witte, doppiato da Raffaele Proietti.
- Julian Shea (stagione 2-3), interpretato da Eric Balfour, doppiato da Giuseppe Ippoliti.
- Katrina Chandra (stagione 2), interpretata da Shiva Kalaiselvan, doppiata da Mattea Serpelloni.
- Ruby (stagione 2-3), interpretata da Bethany Brown, doppiata da Gaia Bolognesi.
- Vivienne Laurent (stagione 2-3), interpretata da Melinda McGraw, doppiata da Georgia Lepore.
- Celeste (stagione 2-3), interpretata da Kate Burton, doppiata da Alessandra Korompay.
- Ishta "La Guardiana" (stagione 2-4), interpretata da Kandyse McClure, doppiata da Chiara Gioncardi.
- Nadia (stagione 2-3), interpretata da Peyton List, doppiata da Angela Brusa.
- Dottor Tanaka (stagione 2), interpretato da Hiro Kanagawa, doppiato da Gabriele Palumbo.
- Josefina Reyes (stagione 3-4), interpretata da Mareya Salazar, doppiata da Margherita De Risi.
- Antonio (stagione 3), interpretato da Jason Diaz, doppiato da Matteo Costantini.
- Aladria (stagione 3), interpretata da Heather Doerksen, doppiata da Daniela Calò.
- Mo (stagione 3), interpretato da Aryeh-Or, doppiato da Alessandro Rigotti.
- Francesca Jameson (stagione 3), interpretata da Diane Farr, doppiata da Barbara De Bortoli.
- Waverly Jameson (stagione 3), interpretata da Jessica Sipos, doppiata da Benedetta Ponticelli.
- Roxie (stagione 4), interpretata da Shi Ne Nielson, doppiata da Perla Liberatori.
- Dev (stagione 4), interpretato da Kapil Talwalkar, doppiato da Alessio Puccio.
- Brynn (stagione 4), interpretata da Mya Lowe, doppiata da Elena Perino.
- Sunny (stagione 4), interpretata da Jessica Hayles, doppiata da Antilena Nicolizas.
- Diana (stagione 4), interpretata da Natasha Henstridge, doppiata da Laura Romano.
- Inara (stagione 4), interpretata da Nazneen Contractor, doppiata da Alessia Amendola.
- Ishani (stagione 4), interpretata da Lauren Gaw, doppiata da Federica De Bortoli.

## Episodi
La prima stagione è composta da 22 episodi, la seconda da 19 e la terza da 18 episodi, mentre la quarta sarà composta da 13 episodi. Gina Rodriguez ha diretto l'undicesimo episodio della prima stagione.
| Stagione         | Episodi | Prima TV USA | Prima TV Italia |
| ---------------- | ------- | ------------ | --------------- |
| Prima stagione   | 22      | 2018-2019    | 2019-2020       |
| Seconda stagione | 19      | 2019-2020    | 2020            |
| Terza stagione   | 18      | 2021         | 2021            |
| Quarta stagione  | 13      | 2022         | 2022-2023       |

## Produzione

### Sviluppo
Un reboot della serie originale era stato già annunciato nell'ottobre 2013, ideato per la CBS dai co-creatore di Cinque in Famiglia, Christopher Keyser e Sydney Sidner. La sceneggiatura iniziale avrebbe raccontato la storia di quattro sorelle che scoprono il loro destino volto a combattere le forze del male usando li loro poteri di streghe. Tuttavia la CBS, alla fine, decise di non portare avanti il progetto.
Il 5 gennaio 2017 la rete The CW annunciò di stare sviluppando un nuovo reboot di Streghe con la showrunner di Jane the Virgin, Jennie Snyder Urman, previsto per la stagione televisiva 2017-18. Sia Urman che il regista Brad Silberling furono contattati nel 2016 dalla CBS Television Studios (che possiede tutti i diritti di Streghe) per lavorare al reboot dello show. La sceneggiatura originale dell'episodio pilota sarebbe stata ambientata nel 1976 e avrebbe riguardato tre streghe (Tina, Paige e Annie), non imparentate che vengono però riunite per combattere il male, in una piccola città del New England. All'epoca, il presidente della The CW, Mark Pedowitz, dichiarò che il reboot non sarebbe stato un prequel della serie originale, ma lo descrisse come "uno show autonomo e distinto". Tuttavia, il 3 febbraio 2017, l'Hollywood Reporter annunciò che il reboot sarebbe stato rielaborato e rinviato alla stagione 2018-19, in quanto la sceneggiatura "non era arrivata nel modo in cui la rete aveva sperato" e che Urman, al momento impegnata con la serie Jane the Virgin, non aveva abbastanza tempo per dedicarsi pienamente al progetto. Pedowitz fornì un aggiornamento sul reboot durante il Television Critics Association summer press tour nell'agosto 2017, dicendo che era ancora in fase di elaborazione e che la rete era in attesa di vedere cosa Urman avesse escogitato per riscrivere la sceneggiatura.
Il 25 gennaio 2018, la rete ordinò ufficialmente la serie. La sceneggiatura rivisitata viene ambientata ai giorni nostri e viene descritta dall'emittente stessa come "un feroce e divertente reboot femminista" incentrato su tre sorelle che vivono in una città universitaria e che, dopo la tragica morte della loro madre, scoprono di essere streghe. La descrizione lascia intendere che la serie ruoterebbe attorno a tre sorelle che lottano per sconfiggere i demoni e il patriarcato, con una profonda attenzione ai legami familiari. In un'intervista al quotidiano Metro, Silberling ha dichiarato che la potenzialità del reboot sta nell'essere "divertente e contemporaneo". L'episodio pilota è stato scritto dagli sceneggiatori di Jane the Virgin, Jessica O'Toole e Amy Rardin, ed è basato su una storia della Urman. Tutte e tre le donne sono anche le produttrici esecutive insieme a Silberling, Ben Silverman, Howard Owens e Carter Covington. L'episodio è stato diretto da Silberling.
L'11 maggio 2018, The CW ordinò i 13 episodi che andranno a comporre la prima stagione. Il 17 maggio 2018 l'emittente televisiva The CW rilascia il primo trailer ufficiale. L'8 ottobre 2018, con l'ordine di altri 5 episodi, il numero della prima stagione viene portato a 18. L'8 novembre 2018, vengono ordinati altri 5 episodi, arrivando a 22. La serie viene poi rinnovata per una seconda stagione. Il 7 gennaio 2020, è stata rinnovata per una terza stagione. A febbraio 2021 la serie viene rinnovata per una quarta stagione, composta da 13 episodi, che sarà anche l'ultima.

### Casting
Il 7 febbraio 2018, TVLine rivelò alcuni dettagli sul reboot, come i nomi non ufficiali delle tre sorelle, quali Macy, Mel e Madison Pruitt. Nei casting era stato specificato che per ciascuno dei ruoli venivano ricercate tutte le etnie e che una delle sorelle sarebbe stata lesbica, un grosso cambiamento rispetto alla serie originale. TVLine ha anche rivelato che era in corso il casting per il "diabolicamente bello" angelo bianco Harry, il fidanzato "creatore di documentari" di Macy, Galvin, per il "sensibilissimo" fidanzato di Madison, Brian e per la fidanzata detective di Mel, Soo Jin. Il nome di Madison fu in seguito cambiato in Maggie, il cognome della famiglia fu cambiato in Vera e il nome di Soo Jin fu cambiato in Nico.
A metà febbraio del 2018, Ser'Darius Blain era stato il primo ad essere scelto per il ruolo di Galvin, seguito da Melonie Diaz, per il ruolo di Mel e da Sarah Jeffery (già vista in Shades of Blue), per il ruolo della sorella minore Maggie. Più tardi, lo stesso mese, Rupert Evans (interprete di Frank Frink nella serie L'uomo nell'alto castello), venne scelto per interpretare Harry. All'inizio di marzo, l'attrice britannica Madeleine Mantock, (già vista in Into the Badlands), venne scelta per il ruolo della sorella maggiore Macy. In ultimo si aggiungono poi, Charlie Gillespie e Ellen Tamaki ad interpretare rispettivamente i ruoli di Brian e Nico. Il 19 luglio 2021, a meno di una settimana dalla messa in onda statunitense dell'episodio finale della terza stagione, l'attrice Madeleine Mantock, interprete di Macy, annuncia di non tornare a vestire i panni della sorella maggiore nella quarta stagione del telefilm, in programma per inizio 2022.
Il produttore esecutivo Brad Silberling ha dichiarato che le sorelle Vera sono "molto diverse in termini di personalità ed etnia" rispetto alle sorelle Halliwell, che erano tutte donne bianche. Il presidente della The CW, Mark Pedowitz, ha dichiarato che la rete era soddisfatta della scelta del cast e del modo in cui la produttrice Jennie Snyder Urman ha "reimmaginato" la serie.

### Riprese
La serie è stata girata a Vancouver, nella British Columbia. L'episodio pilota è stato girato nel periodo che va dal 19 marzo al 7 aprile 2018, mentre le riprese per il resto della prima stagione sono iniziate il 13 agosto 2018 e sono terminate verso la metà di aprile 2019.

## Trasmissione
Negli Stati Uniti, la serie è stata trasmessa sulla The CW dal 14 ottobre 2018 ogni domenica sera alle 21:00, preceduta da Supergirl alle 20:00. L'abbinamento di Streghe e Supergirl restituirà alla rete la programmazione originale della domenica sera per la prima volta dalla stagione televisiva 2008-09. Il presidente Pedowitz ha spiegato: "Volevamo avere uno show stabile per la domenica sera, volevamo un nome di valore come Streghe. Quando abbiamo pensato a due serie televisive che danno potere alle donne, lo abbiamo fatto come dichiarazione del fatto che non stavamo scherzando, che non era una perdita di tempo ma una vera e propria competizione".
In Grecia, la serie è stata presentata in anteprima sulla rete Cosmote Cinema 4HD il 15 ottobre 2018. In Belgio, lo show andrà in onda su RTL-TVI, mentre in Canada andrà in onda sulla W Network. In Turchia, verrà trasmesso su Digiturk, mentre in Italia su Rai 2, come la serie originale ma dopo pochi episodi è stata tolta dalla prima serata e spostata ad un orario differente per scarsi ascolti. Dalla terza stagione viene trasmessa su Rai 4. In Brasile la serie è stata presentata in anteprima esclusivamente sulla piattaforma di streaming Globoplay, il primo episodio della serie è diventato disponibile il 26 ottobre 2018 e i seguenti episodi sono pubblicati settimanalmente sulla piattaforma.

## Impatto sul pubblico

### La polemica del cast originale e la reazione dei fan
Poco dopo l'annuncio dell'episodio pilota nel gennaio 2018, Holly Marie Combs, interprete di Piper Halliwell, scrive un post su Twitter criticando la decisione della rete di avviare un reboot della serie senza alcun coinvolgimento del cast originale. La Combs afferma di essere in disaccordo con il reboot, in quanto ordinato dalla stessa rete, precedentemente nota come The WB, che nel 2006 scelse di non rinnovare lo show per una nona stagione, accusandola di appropriarsi indebitamente del nome e del concetto della serie a scopo puramente commerciale, capitalizzando così il cast originale e il duro lavoro svolto durante gli anni da tutta la troupe. La Combs prosegue con le critiche rispondendo alla descrizione fatta dall'emittente televisiva su un reboot "femminista" insinuando che, a suo avviso, la serie originale non lo fosse, twittando in modo sarcastico: "Immagino ci fossimo dimenticate di farlo al primo giro". L'attrice dichiara espressamente che, per quanto le riguarda, il reboot avrebbe dovuto avere un nuovo titolo poiché trattasi di una nuova serie senza alcun legame con lo show originale. In seguito la Combs insiste twittando che i reboot e i remake "di solito hanno trame così simili all'originale che sono obbligati per legge a usare lo stesso titolo e quindi ad acquistarne i diritti", aggiungendo inoltre "Se non somiglia a nessuna serie deve avere un titolo nuovo".
Un altro membro del cast originale, Shannen Doherty, ha un approccio più positivo nei confronti del reboot su Twitter, affermando di essere un testamento dell'originale anche il fatto che si stesse prendendo in considerazione un reboot. Ha inoltre aggiunto "sono intrigata all'idea che una nuova generazione possa essere confortata e ispirata come quella passata. Streghe in qualche modo ha aiutato tutti noi". Tuttavia, la Doherty ha ammesso di essere stata in disaccordo con la descrizione della The CW riguardo ad una serie più "femminista", twittando che la loro dichiarazione fosse "terribile e un po' offensiva", aggiungendo anche "tutti fanno errori". Anche Rose McGowan è stata positiva nei confronti della serie e ha mostrato il suo sostegno alle nuove attrici protagoniste twittando "Volate ragazze, volate!". La McGowan ha anche aggiunto che non ha problemi con il reboot, augurando loro il meglio.
La notizia del reboot è stata accolta in maniera diversa da parte dei fan della serie originale: alcuni fan hanno preso positivamente la notizia, mentre altri non sono rimasti per niente contenti delle modifiche apportate alla serie. Dopo l'annuncio di reboot, i fan hanno iniziato a condividere l'hashtag #StopCharmedReboot nel tentativo di impedire a The CW di mandare avanti il progetto. Il presidente Pedowitz ha dichiarato che gli piacerebbe che i fan dessero al reboot una possibilità, dicendo loro "prima di prendere una decisione, guardate la serie". In un'intervista con HuffPost, nel maggio 2018, la Combs ha parlato di nuovo del reboot, questa volta criticando il marketing dello show e il cast di attori più giovani, affermando: "sebbene apprezzi i lavori e le opportunità che il reboot ha creato non capirò mai cosa ci sia di feroce, divertente o femminista nel creare uno show che fondamentalmente dice che le attrici originali sono troppo vecchie per fare un lavoro che hanno fatto 12 anni prima".